# Anoides
Anoides is een geslacht van kevers uit de familie bladkevers (Chrysomelidae).
De wetenschappelijke naam van het geslacht werd in 1912 gepubliceerd door Julius Weise.

## Soorten
- Anoides binotata (Bowditch, 1914)
- Anoides femorata (Bowditch, 1914)
- Anoides flavicollis (Weise, 1912)
- Anoides lorentzi (Weise, 1912)
- Anoides notabilis Weise, 1912
- Anoides suturalis (Jacoby, 1894)
- Anoides tricolor Laboissiere, 1940
- Anoides unifasciata (Jacoby, 1894)